# Jazanias (recabita)
Jazanias (em hebraico: ya'azamuahu, lit. "Javé ouve") era filho e neto dos recabitas Jeremias e Habazinias. Pelo tempo que o profeta Jeremias escreveu seu livro, era líder dos recabitas e Jeremias o utilizou como exemplo à lealdade aos preceitos ancestrais.